# Claudio Ieronimiano
Claudio Ieronimiano (fl. II-III secolo) è stato un generale romano, legato e comandante della Legio VI Victrix in Britannia durante le campagne militari in Caledonia sotto Settimio Severo.
In seguito è stato governatore della Cappadocia.

## Biografia
Claudio Ieronimiano è citato solo in poche fonti. La stele di Eburacum (l'attuale York) che cita Ieronimiano è datata tra il 190 e il 212, quando egli era Legato della Legio VI Victrix che presidiava Eburacum. Nel 212 era governatore della Cappadocia.
Egli è menzionato in un passaggio del Discorso di Tertulliano a Scapola Tertullo: durante il suo governo della Cappadocia era presumibilmente contrariato per la conversione della moglie al cristianesimo, e secondo Tertulliano portò "molto male ai cristiani". Le sue opinioni religiose pagane sono espresse in una stele di dedica di York (Eburacum) in cui è nominato come il benefattore di un tempio romano appena ricostruito dedicato al dio Serapide.

### Tempio di Serapide a York

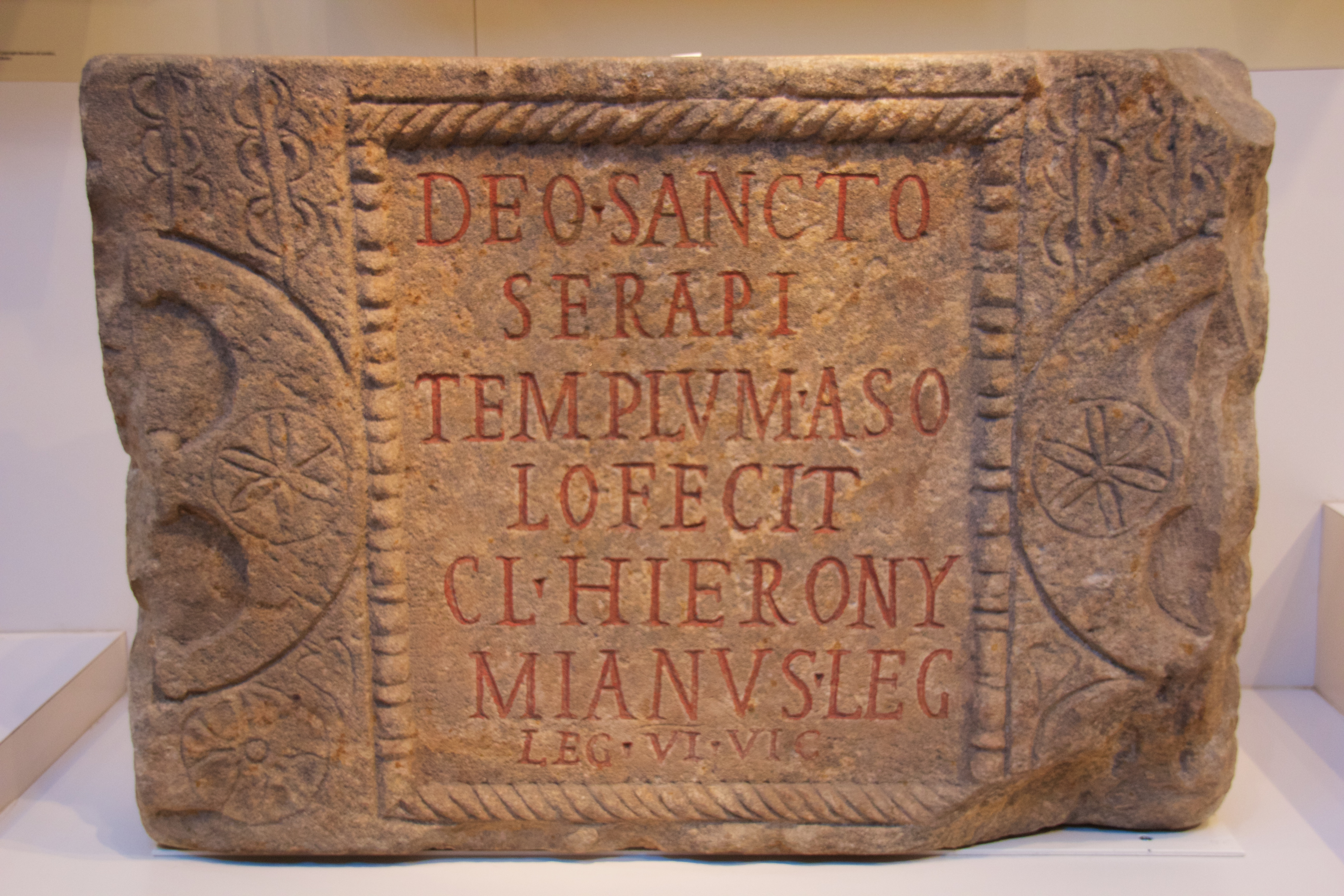
La stele della dedica nello Yorkshire Museum, che registra la ricostruzione di un tempio a Serapide da parte del Legato della VI Legione

La dedica che porta il suo nome fu trovata nel 1770 a Toft Green, York. Un rapporto nell'edizione del 1775 di Archaeologia riporta la sua scoperta:
(Archaeologia)
L'iscrizione sulla pietra recita:
DEO SANCTO / SERAPI / TEMPLUM A SO / LO FECIT CL(audius) HIERONY / MIANUS LEG(atus) / LEG(ionis) VI VIC(tricis)
Al santo dio Serapide Claudio Ieronimiano, legato della VI Legione Victrix, costruì questo tempio.
È stato affermato che il tempio fu costruito prima dell'arrivo di Settimio Severo a Eboracum, nel 208. Severo è noto per essere stato un importante seguace di Serapide. Ieronimiano stava così dimostrando la sua stretta connessione con l'imperatore e la sua romanitas.